# 애플 GS/OS
GS/OS는 프로도스 파일 시스템을 사용하는 애플 IIGS 개인용 컴퓨터를 위해 애플 컴퓨터가 개발한 운영 체제의 하나이다. 파일 시스템 접근, 입출력 장치 제어, 프로그램 파일의 적재 및 실행을 위한 기능을 제공하며 프로그램들이 인터럽트와 신호를 관리할 수 있도록 한다. GS/OS는 애플 IIGS 시스템 소프트웨어 버전 4.0부터 6.0.1까지 구성 요소의 하나로서 포함되었다. GS/OS는 전작과 달리 온전히 16비트 코드로 작성되었으며 IIGS를 위한 최초의 진정한 16비트 운영 체제였다.

## 릴리스
릴리스는 다음과 같다.

### ProDOS 16 (GS/OS 전작)
- 1986 – System 1.0 (ProDOS 16 v1.0), System 1.1 (ProDOS 16 v1.1)
- 1987 – System 2.0 (ProDOS 16 v1.2), System 3.1 (ProDOS 16 v1.3)
- 1988 – System 3.2 (ProDOS 16 v1.6)

### GS/OS
- 1988 – System 4.0 (GS/OS v2.0)
- 1989 – System 5.0 (GS/OS v3.0), System 5.0.2 (GS/OS v3.0)
- 1990 – System 5.0.3 (GS/OS v3.03)
- 1991 – System 5.0.4 (GS/OS v3.03)
- 1992 – System 6.0 (GS/OS v4.01)
- 1993 – System 6.0.1 (GS/OS v4.02)

### 비공식 버전
- 2015 – System 6.0.2 (GS/OS v4.02),[2] System 6.0.3 (GS/OS v4.02)[3]
- 2017 – System 6.0.4 (GS/OS v4.02)[4]

## 같이 보기
- 애플 도스
- 애플 II
- 애플 IIGS
- 프로도스